# 哈薩克斯坦的烏克蘭人
烏克蘭人，是哈薩克斯坦的一個少數民族，根據1989年的人口普查，有896000人，佔人口的5.4%。由於隨後移民到俄羅斯和烏克蘭，在1998年的人口昔查中已下降到796,000人，在2009年再減少456,997人。
烏克蘭人有時將哈薩克北部和西西伯利亞的土地稱為灰烏克蘭。

## 歷史
從18世紀末開始，幾波自願和非自願的烏克蘭定居者來到哈薩克。第一批抵達的烏克蘭人是流亡的海達馬克人，他們是准軍事化烏克蘭農民和哥薩克的成員，他們在 1768年起義失敗后被俄羅斯政府發配至哈薩克。
他們從十九世紀後期開始從當時屬於俄羅斯帝國的烏克蘭幾乎所有地區抵達。為了尋求更多的機會和自由的土地，到世紀之交，這些自願移民在哈薩克和俄羅斯鄰近地區的人數約為100萬人。在二十世紀初俄羅斯總理彼得·斯托雷平的農業改革之後，這一運動顯著升級。在1897年至1917年二十年間，哈薩克烏克蘭族人口由1.9%增加到10.5%。他們傾向於定居在哈薩克北部最像烏克蘭的地區。在1917年，烏克蘭人約佔阿克莫拉省人口的1917.29%和圖爾蓋省人口的5.21%。根據人口普查，到1926年，哈薩克是860000烏克蘭人的家園。
在1930年代蘇聯農業集體化進程，大約64，000個烏克蘭富農家庭被強行安置在哈薩克。在1932年哈薩克饑荒中，哈薩克的烏克蘭人的比例死亡率僅次於哈薩克人。在哈薩克的烏克蘭人口從859396人減少到549859人（減少了近36%的人口），而哈薩克的其他少數民族則減少了12%和30%的人口。
第一批西烏克蘭人在1939-1940年在蘇聯合併西烏克蘭的加里西亞時被強行驅逐到哈薩克。緊隨其後的是更多來自烏克蘭西部的被驅逐者，這些人被指控或曾經是烏克蘭民族主義者組織的成員。其中大約8，000人被送往卡拉干達附近的古拉格勞動營，其中許多人在服刑後留在那裡。二戰後烏克蘭移民的後代往往主導著哈薩克眾多烏克蘭文化中心。